# Propebela rugulata
Propebela rugulata är en snäckart som först beskrevs av Moller 1866.  Propebela rugulata ingår i släktet Propebela och familjen kägelsnäckor. Inga underarter finns listade i Catalogue of Life.